# Blue Mountain (Kaffeesorte)

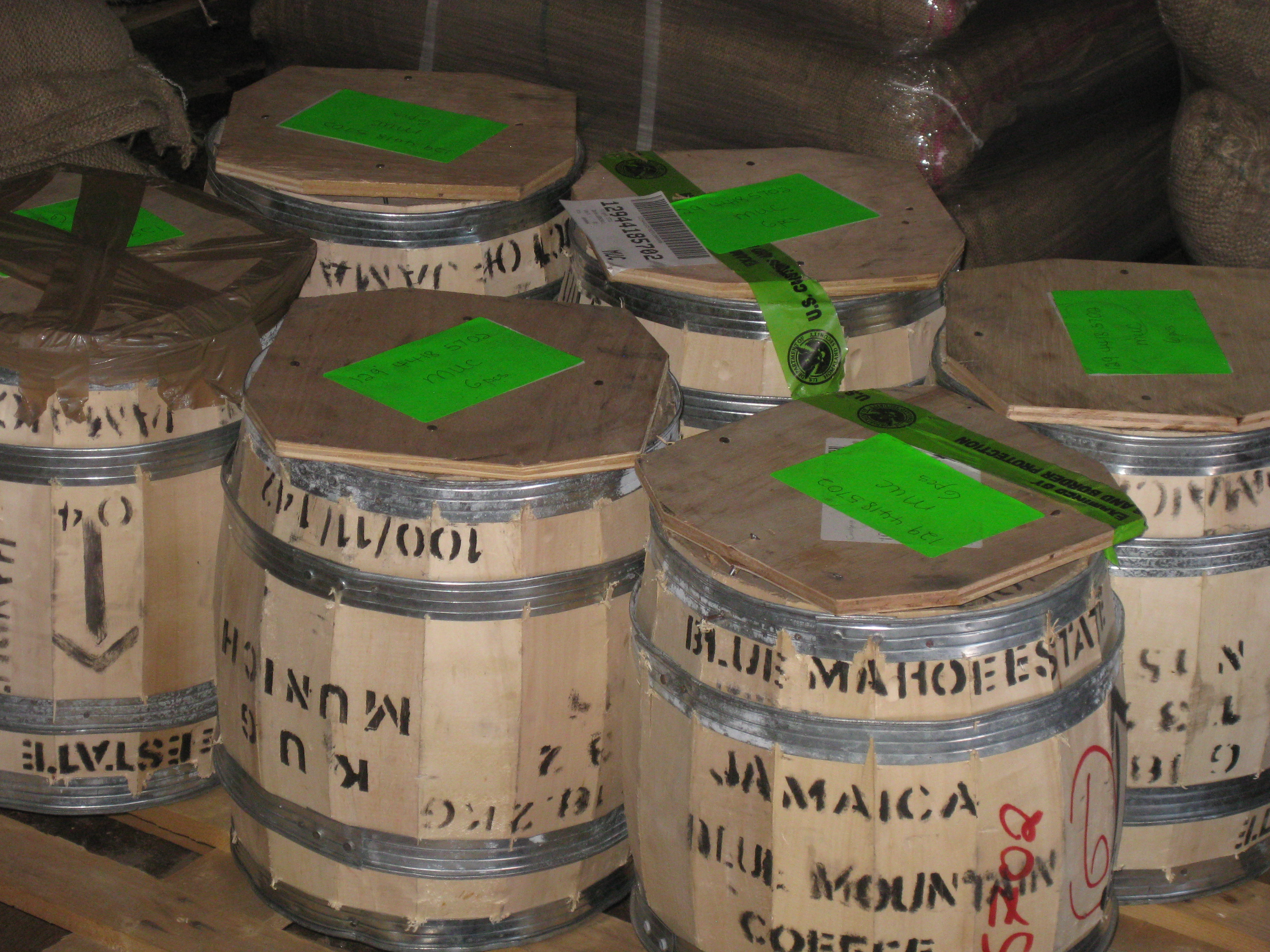
Typisch für Jamaica Blue Mountain: Die Abpackung in Holzfässer zu 15, 50 oder 70 kg.

Jamaica Blue Mountain ist die Bezeichnung für eine Arabica-Kaffeesorte, welche in den Blue Mountains von Jamaika wächst.

## Anbaugebiet
Blue-Mountain-Kaffee gehört mit einigen wenigen anderen Kaffeesorten zur obersten Kategorie der Kaffeespezialitäten. Die Kaffeesträucher werden zwischen 910 Metern und 1700 Metern Höhe angebaut. Das Anbaugebiet beträgt gerade mal 6.000 Hektar. Die Gebiete über 1700 Meter sind dicht bewaldet und werden als Forst-Reservat bewahrt. Der Nebel, kühle Temperaturen und ein starker Niederschlag sind in den Blue Mountains die Hauptfaktoren für ein besonderes Klima, wodurch die Kaffeekirschen wesentlich langsamer wachsen.
Durch diese lange Reifezeit entsteht ein spezielles Aroma mit Wiedererkennungswert, welches von Kaffeeexperten sehr geschätzt wird. Das außergewöhnliche Aroma, geringe Ertragsmenge sowie Handpflückung, Spezialverpackung in Holzfässern und aufwendiges Marketing machen den „Jamaica Blue Mountain“ mit einem Marktpreis von etwa 100 Dollar pro Kilogramm zu einer der teuersten Kaffeesorten weltweit.

## Geschichte
Nach Jamaika kam der Kaffee im Jahre 1728 durch den Gouverneur Nicholas Lawes. Um 1800 gab es bereits 700 Pflanzungen, da das Klima sich als geeignet für den Kaffeeanbau erwies. Das führte im Spitzenjahr 1814 zu einer Exportmenge von über 15.000 Tonnen. In den 1820er Jahren führte die britische Kolonie Jamaika durchschnittlich 10.000 Tonnen Kaffee jährlich aus. Mit der Abschaffung der Sklaverei im Jahre 1834 wurde das Bewirtschaften der Plantagen schwieriger. Zwischen 1832 und 1842 gaben die Besitzer mehr als 300 Pflanzungen auf. Der Kaffeeexport sank im Jahr 1850 auf 1500 Tonnen ab.
Auch später kämpfte die Kaffeewirtschaft gegen Rückschläge. Um 1943 brach diese Branche wegen Mangel an Arbeitskräften, Organisation und durch Misswirtschaft fast zusammen. Die Qualität des exportierten Kaffees war für viele ausländische Kunden nicht mehr zufriedenstellend und der Absatz ging zurück. Dies führte zu der Gründung des „Coffee Industry Board“ (CIB). Dies ist eine staatliche Einrichtung, die mit strenger Qualitätskontrolle, zentralisiertem Marketing und der Übernahme des kompletten Exports den Umsatz steigerte. Das CIB garantiert die erforderliche Qualität und die Echtheit des exportierten Kaffees bis zum heutigen Tag.

## Klassifikationen
Blue-Mountain-Kaffee wird in verschiedene Qualitätsstufen eingeteilt. Insgesamt unterscheidet man fünf Klassifikationen, welche sich nach Faktoren wie Größe, Farbe, Feuchtigkeitsgehalt und Mängel wie folgt unterteilen:
- Jamaica Blue Mountain No. 1: 96 % der Bohnen weisen eine Größe von 6,75 bis 7 mm (Screen Size 17/18) bei nicht mehr als 2 % erheblicher Mängel auf
- Jamaica Blue Mountain No. 2: 96 % der Bohnen weisen eine Größe von 6,5 bis 6,75 mm (Screen Size 16/17) bei nicht mehr als 2 % erheblicher Mängel auf
- Jamaica Blue Mountain No. 3: 96 % der Bohnen weisen eine Größe von 6 bis 6,5 mm (Screen Size 15/16) bei nicht mehr als 2 % erheblicher Mängel auf
- Jamaica Blue Mountain Peaberry: 96 % der Bohnen weisen eine Größe von mindestens 4 mm (Screen Size 10) bei nicht mehr als 2 % erheblicher Mängel auf
- Jamaica Blue Mountain Triage: Enthält Bohnen der Klassifikationen No. 1 bis No. 3 bei nicht mehr als 4 % erheblicher Mängel

Der Rohkaffee der Klassen No. 1 bis Peaberry wird in Holzfässern abgefüllt, die Klasse Triage in Säcken.